# Lawless Darkness
Lawless Darkness är ett musikalbum av det svenska black metal-bandet Watain från 2010. Albumet vann en Grammis 2011 i kategorin Årets hårdrock.

## Låtlista
1. Death's Cold Dark 05:29
2. Malfeitor 06:58
3. Reaping Death 05:07
4. Four Thrones 06:16
5. Wolves Curse 09:12
6. Lawless Darkness 06:08
7. Total Funeral 06:04
8. Hymn to Qayin 05:57
9. Kiss of Death 07:46
10. Waters of Ain 14:31*

- Gästframträdande av Carl McCoy från Fields Of The Nephilim.

## Medverkande musiker
- Erik Danielsson - sång, bas, textförfattande
- Håkan Jonsson - trummor
- Pelle Forsberg - gitarr